# Tortella lindmaniana
Tortella lindmaniana är en bladmossart som beskrevs av Brotherus 1900. Tortella lindmaniana ingår i släktet kalkmossor, och familjen Pottiaceae. Inga underarter finns listade i Catalogue of Life.